# ميكايلا نافارو
ميكايلا نافارو (من مواليد 2 سبتمبر 1956) هي سياسية إسبانية كانت رئيسة حزب العمال الاشتراكي الإسباني منذ 2014 حتى 2016. عملت سابقًا في كل من مجلس الشيوخ ومجلس النواب الإسباني ممثلة جيان. كانت أيضًا مستشارة المساواة والرفاه في المجلس العسكري الأندلسي من 2004 إلى 2012.

## النشأة والتعليم
ولدت نافارو في أنديجار حيث التحقت بالمدرسة التي كانت تبعد 12 كيلومترًا (7.5 ميل) عن منزلها. بعد أن تركتها في سن الثانية عشرة والعمل في الحقول لمدة 13 عامًا تابعت التحاقها ببرنامج غرادادو الاجتماعي، بعد اجتياز امتحانات القبول التي حصلت عليها التحقت بجامعة غرناطة وجامعة جيان على التوالي.

## الحياة المهنية
بدأت نافارو حياتها المهنية كمقدمة رعاية أطفال.
انضمت إلى السياسة في الثمانينيات في مسقط رأسها أنديجار حيث كانت زعيمة للحركة النسائية. بعد حركة ناجحة لحقوق المرأة في إسبانيا أصبحت مستشارة لشؤون المرأة والشؤون الاجتماعية عملت فيها بين عامي 1991 و1995. انضمت إلى السباق السياسي ومثلت حزب العمال الاشتراكي الإسباني في الأندلس لشغل منصب في مجلس النواب في عام 1996. ونتيجة للانتخابات ترأست نافارو لجنة العدل وكانت أيضًا المتحدثة باسم لجنة حقوق المرأة المشتركة بين الكونغرس ومجلس الشيوخ حتى عام 2000. وخلال تلك السنوات تم تعيينها عضوًا في مجلس الشيوخ الأندلسي وشغلت منصب نائب برلمانها.
من 1997 إلى 2000 عملت كسكرتيرة لمشاركة المرأة ومن 2000 إلى 2004 كانت سكرتيرة للمساواة. اعتبارًا من سبتمبر 2009 نافارو هي المدير التنفيذي الإقليمي لحزب العمال الاشتراكي الإسباني في جيان.
بين عامي 2004 و2012 عملت كمستشارة للمساواة والرفاه الاجتماعي في ظل رئاسة مانويل شافيز وخوسيه أنطونيو غرينان، اللذين تركا منصبه بعد الانتخابات الإقليمية الأندلسية لعام 2012.
في 19 يوليو 2010 حضرت نافارو مع بالتاسار غارزون وبيبيانا آيدو مبادرات الدورات الصيفية لجامعة جيان فيما تتعلق بالعنف ضد المرأة. خلال حديثها قرأت قانون حماية حقوق المرأة عندما يتعلق الأمر بالعنف ضد المرأة، واصفة إياه بأنه معيار "معقد" لا يعالج "أسباب العنف فحسب بل عواقبه أيضًا". أضافت أن للوزير الأندلسي الحق في التصرف "بأكثر الطرق فعالية "لأن ذلك يمكن أن يعني إنقاذ حياة".
في فبراير 2012 عندما كان اثنان من أعضاء الكونجرس في نزاع حول من سيسيطر على الحزب قررت نافارو معارضة مطالب حزبها وصوتت لصالح ألفريدو بيريز روبالكابا على كارمي شاكون. في مارس 2012 أثناء عملها كوزيرة للمساواة والرفاه الاجتماعي في الأندلس انضمت إلى جاسبار زارياس بعد أن حل محل خوسيه أنطونيو غريانيان في سباق على حكومة الأندلس الإقليمية.
في سبتمبر 2013 عينت سوزانا دياز نافارو كرئيسة لحزب العمال الاشتراكي الإسباني في الأندلس. بعد أن خدم على هذا النحو لمدة ثمانية أشهر حلت نافارو محل بيدرو سانشيز كرئيس لحزب العمال الاشتراكي الإسباني الذي شغل في ذلك الوقت منصب الأمين العام.
في 1 مايو 2017 التقت نافارو بصفتها نائب رئيس مجلس النواب لمملكة إسبانيا مع يوجين كزوليج من المؤتمر العالمي الأوكراني. خلال سباق كونغرس النواب لعام 2019 شاركت نافارو في مناظرة سياسية ضد بابلو مونتيسينوس لمنصب مجلس الشيوخ. فازت نافارو بمجلس الشيوخ بـ 976 صوتًا (44.83٪).